# Paul London
Paul London (n. 16 aprilie 1980, Austin, Texas, SUA) este un wrestler profesionist american cunoscut prin trecutul sau in WWE pentru marca RAW.

## Palmares
- CruiserWight Champion-2009

## Schema de final
- G2S
- FU
- Twist of fate Extrem ori Simplu
- Ladrop Extrem
- SwetchinMusic
- Pedigree
- SwantomBomb

## Semnătura
- Wispery`N`The Wind

## DQ Move
- STFU

## Scheme simple
- Ladrop
- Crossline

## Legături externe
Materiale media legate de Paul London la Wikimedia Commons